# Lambda Upsilon Lambda
La Unidad Latina, Lambda Upsilon Lambda Fraternity, Inc. (ΛΥΛ o LUL) es una fraternidad universitaria latina. Fue fundada en la Universidad de Cornell en Ithaca, Nueva York, el 19 de febrero de 1982, y tiene 74 capítulos de pregrado activos y 15 capítulos profesionales de exalumnos graduados en universidades y ciudades de los Estados Unidos. La Unidad Latina, Lambda Upsilon Lambda Fraternity, Incorporated es la única fraternidad latina autorizada en las 8 universidades de la Ivy League. Si bien se fundó sobre principios latinos, Lambda Upsilon Lambda ha estado abierto a hombres de todas las razas desde su creación. La fraternidad es miembro de la Asociación Nacional de Organizaciones Fraternales Latinas (NALFO) y es el tercer miembro fraternal más antiguo por fecha de fundación. También tiene el segundo estado activo continuo de mayor duración a nivel colegiado de la asociación.

## Historia

### Orígenes
La fraternidad se fundó junto con otros miembros de la Asociación Nacional de Organizaciones Fraternales Latinas durante la ola posterior a 1975 del Movimiento Griego Latino que siguió a la fase de "principio" iniciada por el activismo estudiantil en los campus universitarios en 1898. En la década de 1980, La fase de "fuerza" de las organizaciones latinas con letras griegas comenzó como resultado de que los estudiantes latinos sintieran que tenían que crear urgentemente sistemas donde sus voces pudieran ser escuchadas y donde pudieran ayudar a aumentar la cantidad de latinos matriculados en instituciones a nivel nacional. Este fue un enfoque importante de los activistas de justicia social dentro de la comunidad en ese momento como resultado del crecimiento estancado de la matrícula de estudiantes latinos durante la década de 1980 y principios de la de 1990.

### Establecimiento
Lambda Upsilon Lambda comenzó como una idea en el verano de 1981 de 11 estudiantes latinos en la Universidad de Cornell, quienes sintieron la necesidad de más hermandad, unidad y expresión cultural de su herencia latina en el campus. Específicamente, el Padre Fundador Hernando Londoño, quien fue el principal pionero entre la línea fundadora de la organización Latina Griega, argumentó a sus compañeros que los estudiantes latinos en la institución solo tenían la opción de unirse a fraternidades tradicionalmente blancas o históricamente negras. Además, creía que los otros grupos latinos en el campus no podían crear un sentido de unidad lo suficientemente grande entre la comunidad allí y, por lo tanto, quería crear una organización que trabajara en la creación de líderes dentro de la población latina que harían el establecimiento de un sentido de unidad entre la comunidad latina su mayor prioridad. Es por esta razón que durante el semestre de otoño de 1981, luego de cuatro reuniones entre Londoño y sus compañeros latinos, decidieron nombrar a su club "La Unidad Latina". Posteriormente, se registró en la universidad el 15 de septiembre de 1981. Este club sentaría las bases para las discusiones para crear una fraternidad latina en el campus. El siguiente semestre, en enero de 1982, la fraternidad se registró oficialmente en la administración de Cornell. Después de esto, al mes siguiente se llevó a cabo una ceremonia de iniciación oficial que haría que la fecha de fundación oficialmente reconocida de la fraternidad fuera el 19 de febrero de 1982, con los 11 estudiantes universitarios y dos miembros adicionales de la facultad incorporándose como la línea Alfa del capítulo Alfa de Lambda Upsilon Lambda. , y refiriéndose a sí mismos como los Padres Fundadores. Al igual que otras líneas fundacionales para diferentes LGO durante la era de la "fuerza", los Padres Fundadores modelaron su ceremonia de sucesión según las organizaciones griegas en el Consejo Nacional Panhelénico como Alpha Phi Alpha. El establecimiento de la organización en la Universidad de Cornell la convirtió en la primera fraternidad latina en ser autorizada en una institución de la Ivy League y la tercera más antigua en estar activa en ese momento a nivel universitario (ya que Phi Iota Alpha estuvo inactiva en el nivel mencionado durante mucho tiempo). duración del tiempo hasta 1987 cuando fue revivido).

### Expansión delsigloXXy obtención de la membresía de NALFO
La fraternidad durante el resto de la década de 1980 se expandió a ocho campus diferentes ubicados en los estados del noreste de Nueva York, Pensilvania y Rhode Island. Luego, a lo largo de la década de 1990, durante la fase de fragmentación del Movimiento Griego Latino (que vio la creación y la gran expansión de muchas Organizaciones Griegas Latinas), la fraternidad fue fundada en 35 campus adicionales en nueve estados y el Distrito de Columbia. También se unió adicionalmente a la Asociación Nacional de Organizaciones Fraternales Latinas en septiembre de 1999 y se convirtió en la segunda fraternidad de la Costa Este (después de Lambda Alpha Upsilon) en unirse a la conferencia mayoritaria de la Costa Oeste y Medio Oeste en lugar del Concilio Nacional de Hermandades Latinas mayoritario de la Costa Este.
En 1986, la fraternidad consideró brevemente convertirse en mixta ya que la línea fundadora del Capítulo Beta en la Universidad de Binghamton incluía a dos mujeres: Carol Lasso y Vanina Gonzalez. Finalmente, después de mucho debate, se tomó la decisión entre sus miembros de mantener Lambda Upsilon Lambda a partir de ese momento, exclusivo para aquellos que se identificaban como hombres. El resultado de esto llevó al Capítulo Beta a idear con sus miembros femeninos el concepto de una hermandad de mujeres latinas en el campus que podría unir a las mujeres de la comunidad en el campus. Poco después, en diciembre de 1987, la universidad vio fundada su primera hermandad de mujeres latinas en el campus, Sigma Lambda Upsilon, Señoritas Latinas Unidas Sorority, Inc.
En 1999, Lambda Upsilon Lambda fue coanfitrión de una presentación de Ricardo Jiménez de las Fuerzas Armadas de Liberación Nacional Puertorriqueña en la Universidad de Pensilvania poco después de que él y otros miembros de la organización recibieran clemencia del presidente Bill Clinton. Su presentación se centró principalmente en el tema del colonialismo puertorriqueño.

### Expansión delsigloXXI
A lo largo de las décadas de 2000, 2010 y 2020, en la fase actual de avance de las LGO, la fraternidad ha experimentado una gran expansión en once estados y en más de 30 campus. Lambda Upsilon Lambda ha visto una mayor presencia en la parte sureste de los Estados Unidos, siendo la primera fraternidad latina autorizada en muchos campus en toda la región del Atlántico Medio del país. También ha comenzado a ver un establecimiento de capítulos en el suroeste, con múltiples capítulos establecidos en Texas  y California.
En 2006, Lambda Upsilon Lambda en la Universidad James Madison presentó a Jaime Escalante, el tema de la película de 1988 Stand and Deliver, que se basó en el momento en que obtuvo atención nacional en 1982 por su trabajo en el sistema educativo Los Ángeles. En la universidad, se desempeñó como orador invitado para el alumnado de pregrado y la gran comunidad de Harrisonburg, Virginia.
En mayo de 2012, La Unidad Latina llegó a los titulares de las noticias luego de recaudar más de $125,000 dólares en apoyo de un miembro de la organización que vio la pérdida de siete familiares directos en un accidente automovilístico fatal. La fraternidad superó su meta de $100,000 y compuso la canción fraterna "The City de Oro" en honor al respectivo Hermano y su familia.
En mayo de 2018, la fraternidad cerró su Capítulo Epsilon en los campus de la Universidad de Buffalo y el Universidad Estatal de Buffalo por razones no reveladas.

## Ideología fraterna

### Misión
La misión de La Unidad Latina, Lambda Upsilon Lambda Fraternity, Incorporated es buscar principalmente un papel de liderazgo para satisfacer las necesidades de la comunidad latina a través del logro académico, la conciencia cultural, el servicio comunitario y la promoción de la cultura y la gente latina. Específicamente, la fraternidad busca cumplir con esta misión a través de:
- Proporcionar a los estudiantes latinos el apoyo académico, cultural y social necesario para sobresalir en las instituciones de educación superior.
- Aumentar las oportunidades para que los niños y adolescentes latinos tengan éxito en las escuelas primarias y secundarias
- Desarrollar líderes que proporcionen, desarrollen e implementen las herramientas para el empoderamiento de la comunidad
- Inspirando el orgullo étnico y la conciencia cultural en la comunidad latina
- Apoyar los esfuerzos para mejorar el crecimiento y el bienestar de la comunidad latina
- Colaborar con individuos, organizaciones e instituciones que se unirán a nuestros esfuerzos para mejorar las condiciones de la comunidad latina.

### Pilares
Los cuatro pilares de Lambda Upsilon Lambda para promover el liderazgo son:
- Académicos
- Hermandad
- Cultura
- Servicio

### Filantropía - P.A.T.H.E (Proporcionando Acceso a la Educación Superior)
El objetivo de la filantropía de Lambda Upsilon Lambda, The P.A.T.H.E. (Proporcionar acceso a la educación superior), es para apoyar a los estudiantes de secundaria y preparatoria en su búsqueda para graduarse de una universidad de cuatro años y más allá. El programa apoya a las escuelas y organizaciones locales asesorando a futuros académicos, facilitando recorridos universitarios/universitarios, proporcionando P.A.T.H.E. talleres de iniciativa, y abogar por la mejora del sistema educativo. Al participar en el P.A.T.H.E. iniciativa, Lambda Upsilon Lambda brinda a los futuros becarios el apoyo social, educativo y emocional necesario para alcanzar estas metas. A nivel nacional, una parte de los capítulos de la organización asignan y brindan becas locales a estudiantes universitarios actuales o futuros .

### LULF- Fundación La Unidad Latina
La Fundación La Unidad Latina se estableció en 1999 como una plataforma para una organización benéfica sin fines de lucro dedicada a la excelencia académica y el liderazgo en la comunidad latina. LULF es una rama de la fraternidad y es operado por exalumnos activos. Las becas educativas que ofrece LULF se otorgan a estudiantes universitarios latinos/hispanos que cumplen con requisitos moderados y oscilan entre $200 y $1,000.

## Simbolismo

### Colores y escudo fraternal
Los colores primarios de Lambda Upsilon Lambda son el marrón y el dorado. Mientras tanto, los colores secundarios son el blanco y el rojo. Cada uno de estos está incorporado en los cuatro cuadrantes de la cresta fraternal. En el centro del escudo de Lambda Upsilon Lambda, la mascota de la fraternidad aparece en un escudo. En el cuadrante marrón superior izquierdo, se muestra un pergamino con una imagen de América Latina. El cuadrante dorado superior derecho incluye un gorro frigio encima del caduceo con dos manos saliendo de las nubes en el centro. En el cuadrante blanco inferior derecho, se puede ver un sol con 13 rayos sobre una cadena montañosa en el fondo de una pirámide mesoamericana. El cuadrante rojo inferior izquierdo presenta dos espadas cruzadas detrás de una pancarta con el año 1982 y una llave colgante.
El escudo fraterno ha tenido tres versiones diferentes desde 1982. La primera versión tenía un estilo artístico y un esquema de colores diferentes en comparación con la actual, y también tenía elementos adicionales como trece juegos de armaduras de caballero en la parte superior de la cresta y un gran estandarte de cinta adicional. que contiene el nombre de la fraternidad en él. Lambda Upsilon El segundo escudo fraternal de Lambda es casi idéntico a su versión actual, con la única diferencia de que el estandarte de listón del cuadrante inferior izquierdo presenta el lema de la fraternidad "La Unidad Para Siempre" en lugar de su año de fundación.

## Membresía
Lambda Upsilon Lambda tiene una composición predominantemente latina e hispanoamericana. Los miembros provienen predominantemente de los Estados Unidos, el Caribe y América Latina. Los miembros dentro de esta organización se refieren entre sí como "Hermano" (traducido como hermano en el idioma español). A los que están pasando por el proceso de Educación para Nueva Membresía se les conoce como Caballeros (traducido como gentlemen o caballero en español).
Hay tres formas de obtener membresía dentro de la fraternidad, que se obtienen a través de un capítulo de pregrado, un capítulo profesional de exalumnos o recibiendo un estatus honorífico. Los capítulos profesionales de pregrado y exalumnos tienen requisitos académicos separados, incluidos los requisitos previos para la membresía. La membresía honoraria es decidida por la asamblea legislativa anual de la organización. La fraternidad es una organización nacional y todavía se está expandiendo en varios estados dentro de los Estados Unidos.

### Padres Fundadores
La Unidad Latina fue fundada por 13 personas de la Universidad de Cornell el 19 de febrero de 1982, 11 de los cuales eran estudiantes de pregrado y dos miembros de la facultad de la institución. La fraternidad se refiere a ellos como los 13 padres fundadores y caballeros, y desde sus inicios ha agregado un padre honorario adicional, Angel Montañez.
Los trece fundadores de La Unidad Latina, Lambda Upsilon Lambda Fraternity, Incorporated son:
1. Guillermo Barba
2. Dennis De Jesús
3. Hernando Londoño
4. Jesse luis
5. Samuel Ramos
6. Tomás Rincón
7. Edwin Rivera
8. Mario Rivera
9. Víctor Rodríguez
10. Víctor Silva
11. José Torres
12. Henry Villarreal
13. Jim Ziebel

## Capítulos nacionales
La fraternidad tiene 74 capítulos de pregrado (seis de los cuales son capítulos provisionales y uno de los cuales ha sido cerrado) y 15 capítulos profesionales de exalumnos graduados.

## Afiliaciones
Lambda Upsilon Lambda es miembro de la Asociación Nacional de Organizaciones Fraternales Latinas (NALFO). La fraternidad se unió a la organización en 1999 y fue la segunda fraternidad latina con sede en la costa este en unirse al consejo.
NALFO está compuesto por 19 hermandades y fraternidades latinas de letras griegas. La asociación tiene como objetivo promover y fomentar las relaciones interfraternales positivas, la comunicación y el desarrollo de todas las organizaciones fraternales latinas a través del respeto mutuo, el liderazgo, la honestidad, el profesionalismo y la educación.

## Fechas fraternales de celebración
- 19 de febrero - Día del Fundador[38]
- Segundo domingo de junio - Desfile del Día de Puerto Rico[39]
- 15 de septiembre – 15 de octubre - Mes Nacional de la Herencia Hispana[40]